# Cantata
La cantata è una forma musicale vocale di origine italiana tipica della musica barocca, formata da una sequenza, di brani come arie, recitativi, concertati, cori e brani strumentali. Ha una certa affinità con l'opera barocca, ma l'esecuzione avviene senza apparato scenico e senza costumi e lo spettacolo è di dimensioni minori.
Le cantate possono essere profane e avere soggetto mitologico o storico, oppure sacre, ispirate perlopiù a vicende tratte dalle Sacre Scritture, in latino o in lingue moderne.

## Storia
Le origini della cantata risalgono al madrigale italiano cinquecentesco e il primo ad usare questa definizione fu Alessandro Grandi nel 1620 utilizzandola nel titolo Cantade et Arie a voce sola con basso continuo. Il genere conoscerà in seguito grande fortuna nell'Italia del primo '600; ricordiamo in modo particolare la figura di Barbara Strozzi, figlia del celebre poeta Giulio Strozzi, che ci ha lasciato un gran numero di cantate a voce sola (più di 120), con grande varietà di temi e soggetti.
L'introduzione del basso continuo  diede vita alla cantata per voce singola, mentre nel Seicento la cantata era costituita da un alternarsi di arie e recitativi e dal rondò.
Nel frattempo in Germania ebbe sviluppo soprattutto la cantata sacra, che nel Settecento diede vita al concerto spirituale e al mottetto concertato.
Uno dei maggiori compositori di cantate fu Johann Sebastian Bach, che scrisse trecento cantate sacre, raccolte in diversi cicli completi di cantate da eseguirsi durante le funzioni religiose per ogni festività dell'anno ecclesiastico come musica figuralis per le chiese in cui era impiegato come maestro di cappella e altre cantate, dette «secolari» (profane) per distinguerle da quelle sacre, composte per occasioni ufficiali o di intrattenimento (come le cantate per l'insediamento del consiglio comunale o la famosa Schweigt stille, plaudert nicht).
Tra i compositori germanici importanti vi furono Georg Friedrich Händel, Georg Philipp Telemann, Dietrich Buxtehude.
Il successo del melodramma contribuì ad aumentare il numero di strumenti di accompagnamento e ad alterare la teatralità dello stile. Nel XVIII secolo si impose la cantata drammatica.
In Italia i maggiori compositori di cantate sono stati Giacomo Carissimi, Alessandro Scarlatti, con oltre ottocento brani per una sola voce e numerosi altri con accompagnamento orchestrale, e Antonio Vivaldi. Dalla seconda metà del Settecento la cantata perse importanza a scapito della serenata teatrale.
Oltre alla distinzione tra profana e sacra, la cantata si suddivide in solista e corale. Intorno all'Ottocento la forma solistica tese a scomparire, mentre quella corale si mescolò con l'oratorio profano.
Nel Novecento la cantata venne ripresa da Igor Stravinskij in Babel del 1944 e in alcuni suoi lavori del periodo seriale: la Cantata del 1951 per soli, coro femminile e strumenti, Threni del 1958 e A Sermon, a Narrative and a Prayer scritta fra il 1960 e il 1961. A volte questo tipo di composizione è stato riproposto con mire satiriche, come nel caso del Volo di Lindbergh di Kurt Weill. Benjamin Britten compose diverse cantate tra cui Rejoice in the Lamb del 1943 e la Cantata academica del 1949. Francis Poulenc scrisse la Figure humaine per doppio coro misto nel 1943 e Luigi Nono compose il Canto sospeso nel 1955.